# Powiat Senboku (Osaka)
Powiat Senboku (jap. 泉北郡 Senboku-gun) – powiat w Japonii, w prefekturze Osaka. W 2024 roku liczył 16 212 mieszkańców.

## Miejscowości
- Tadaoka